# Reacción reversible

Reacciones químicas

Una reacción reversible es una reacción química en la cual los productos de la reacción vuelven a combinarse para generar los reactivos.

## Reacción reversible
Este tipo de reacción se representa con una doble flecha, la cual indica el sentido de la reacción; esta ecuación representa una reacción directa (hacia la derecha) que ocurre simultáneamente con una reacción inversa (hacia la izquierda):
{\displaystyle a{\mbox{A}}+b{\mbox{B}}\rightleftharpoons c{\mbox{C}}+d{\mbox{D}}\,\!}
Donde a, b y c, d representan el número de moles relativos de los reactivos A, B y de los productos C, D respectivamente y se los llama coeficientes estequiométricos.

### Constante específica de velocidad reacción
La descripción que sigue supone que la reacción química es de tipo elemental.
Cuando el medio de reacción es homogéneo, en ausencia de catalizadores y para una reacción química como la descrita por las fórmulas del apartado anterior (dos reactivos y dos productos), las velocidades de reacción directa e inversa son directamente proporcionales a las concentraciones de los reaccionantes; según las  siguientes fórmulas:
{\displaystyle V_{rd}=k_{rd}[A]^{a}[B]^{b}\,}
y
{\displaystyle V_{ri}=k_{ri}[C]^{c}[D]^{d}\,}
Donde Vrd y   Vri representan la velocidad de reacción directa e inversa y krd y   kri son las constantes específicas de la velocidad de reacción.
Estas ecuaciones representan que la velocidad de reacción es igual al producto de una constante de reacción, multiplicada por las concentraciones (en moles por litro) elevadas a una potencia –igual al orden de una reacción química determinado experimentalmente.
La reacción ocurre con una velocidad neta hasta que se alcanza el estado de equilibrio químico, en el cual la velocidad a la que los productos se transforman en los reactivos iguala a la velocidad de transformación de reactivos en productos y se instala un estado de equilibrio dinámico.
{\displaystyle V_{rd}=V_{ri}\,\!}
La constante específica de velocidad de reacción depende de la temperatura del medio de reacción (ver ecuación de Arrhenius).
La presencia de un catalizador en el medio de reacción y/o un medio de reacción de más de una fase, sistema heterogéneo, requiere fórmulas más complejas que no serán abordadas en el presente artículo.

### Constante de equilibrio de la reacción
Como se dijo, en el estado de equilibrio químico se instala un equilibrio dinámico en el que la velocidad neta de reacción es igual a cero porque las velocidades de reacción directa e inversa son idénticas.
Se puede reordenar las fórmulas anteriores de la siguiente manera:
{\displaystyle k_{rd}[A]_{e}^{a}[B]_{e}^{b}=k_{ri}[C]_{e}^{c}[D]_{e}^{d}\,}
ya que si los primeros miembros son iguales los segundos también lo serán. El subíndice e que afecta a las concentraciones indica que son sus valores llegados al equilibrio
Y reordenando la ecuación anterior tendremos:
{\displaystyle {\frac {k_{rd}}{k_{ri}}}={\frac {[C]_{e}^{c}[D]_{e}^{d}}{[A]_{e}^{a}[B]_{e}^{b}}}\,}
Puede verse entonces que también es constante el cociente del producto de las concentraciones elevadas a una potencia igual a sus coeficientes estequiométricos, donde en el numerador van las concentraciones de los productos y en el denominador las de los reactivos, todas correspondientes al estado de equilibrio.
A este cociente se lo llama Constante de equilibrio K.
Entonces: 
{\displaystyle K={\frac {[C]_{e}^{c}[D]_{e}^{d}}{[A]_{e}^{a}[B]_{e}^{b}}}\,}

### Observaciones
- Un estudio riguroso requiere que en vez de los valores de las concentraciones se usen las actividades de los reactivos y productos, pero excedería el nivel de profundidad pretendido.

- No deben confundirse los términos reversible e irreversible utilizados en reacciones químicas con las transformaciones reversibles (o irreversibles) definidas por la termodinámica.

### Reseña histórica
El concepto de reacción reversible fue introducido por Berthollet en 1803, después de observar la formación de cristales de carbonato de sodio en la orilla de una salina.
{\displaystyle {\rm {2NaCl+CaCO_{3}\longrightarrow Na_{2}CO_{3}+CaCl_{2}\,\!}}}
Berthollet reconoció esta reacción como la inversa de la conocida reacción
{\displaystyle {\rm {Na_{2}CO_{3}+CaCl_{2}\longrightarrow 2NaCl+CaCO_{3}\,\!}}}
Hasta entonces se pensaba que las reacciones químicas ocurrían siempre en un solo sentido. Berthollet dedujo que el exceso de sal (cloruro sódico, NaCl) en el lago fue lo que inclinó la reacción hacia su sentido inverso, formando carbonato de sodio.
En 1864, Waage y Guldberg formularon la ley de acción de masas, que cuantifica las observaciones de Berthollet. Entre 1884 y 1888 Le Châtelier y Braun formularon el Principio de Le Châtelier que extendió esta idea contemplando el efecto de otros factores además de los cambios en la concentración, como son los cambios en la presión y la temperatura, y su efecto sobre el equilibrio químico de la reacción.